# Paul Hennige

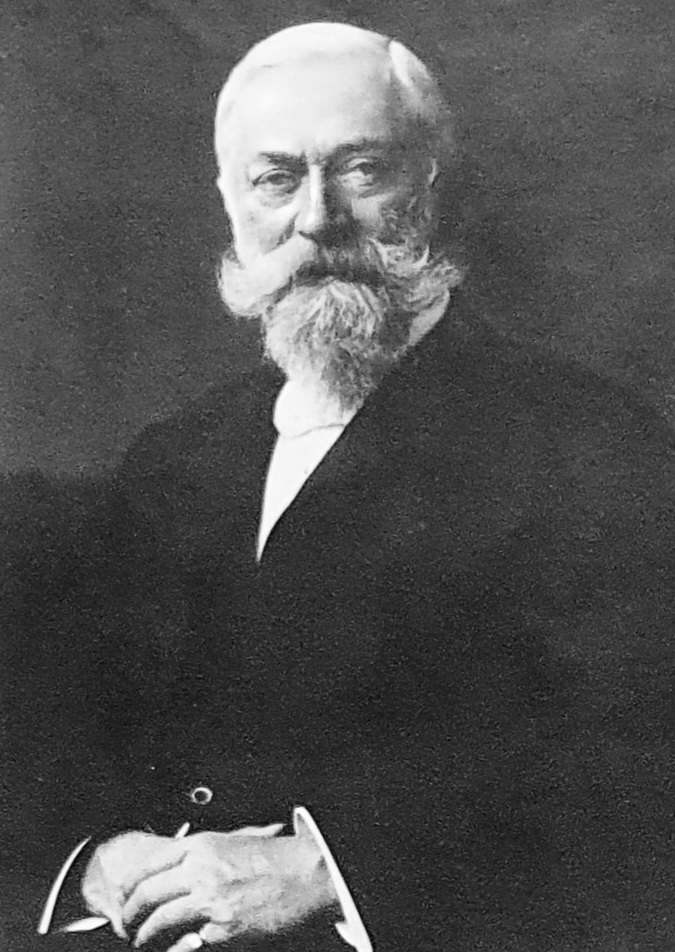
Kommerzienrat Moritz Paul Hennige (1895)

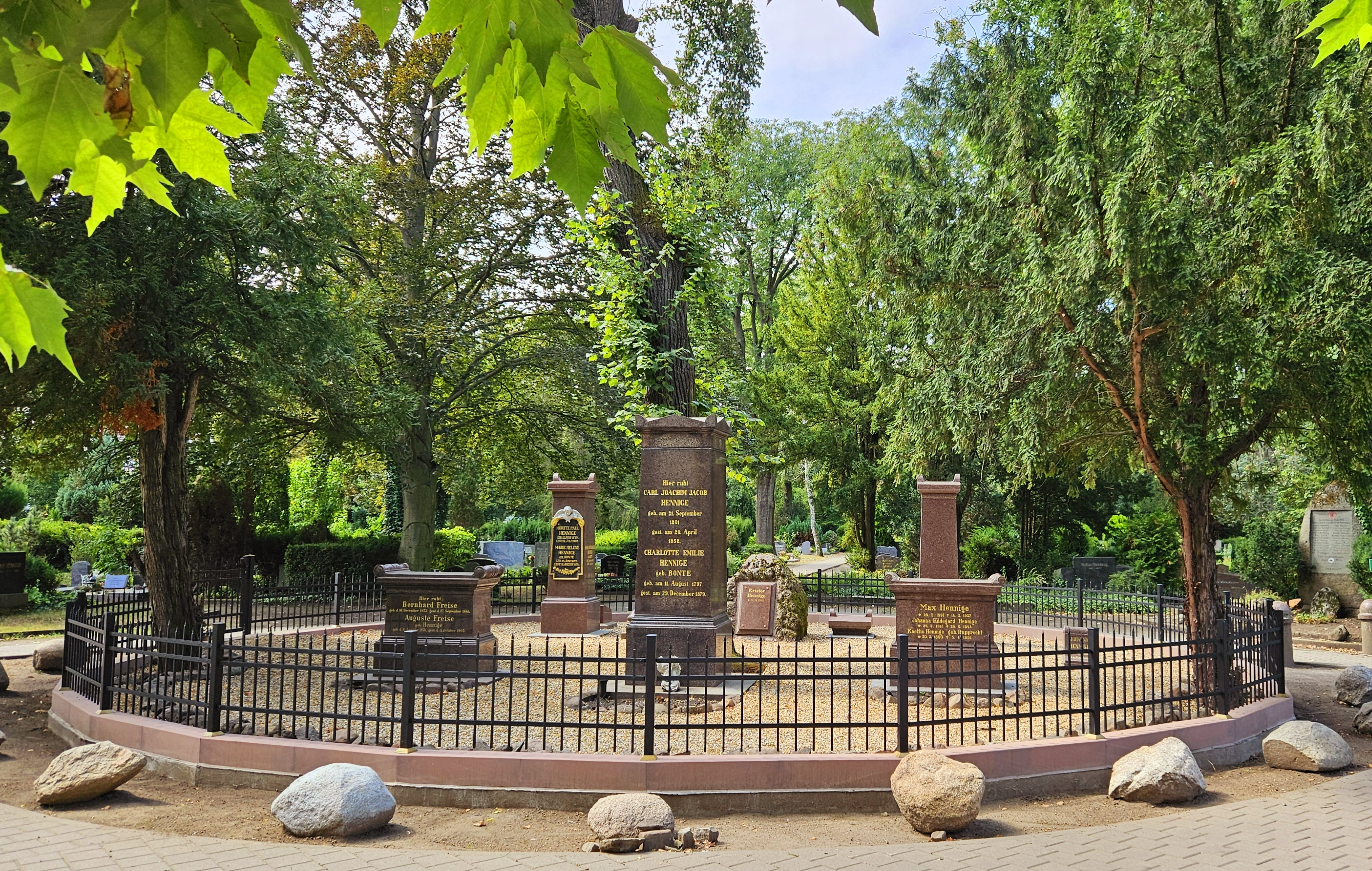
Das Grab von Paul Hennige (Grabstein hinten links) und seiner Ehefrau Marie Helene geborene Bonte in der unter Denkmalschutz stehenden Familiengrabstätte, dem HENNIGE-Rondell, auf dem Neustädter Friedhof in Magdeburg

Moritz Paul Hennige (* 15. Juni 1839 in Magdeburg; † 22. Juli 1903 in Randau) war ein deutscher Unternehmer und Mäzen.

## Leben
Hennige wurde als Sohn des Neustädter Zuckerfabrikanten Carl Joachim Jacob Hennige geboren. Ab 1858 leitete er zusammen mit seinem Schwager Ernst Carl Bernhard Freise das von seinem Vater 1838 gegründete Unternehmen, die Zuckerfabrik Jacob Hennige & Comp., die zu überregionaler Bedeutung gelangte und sich beiderseits der Neustädter Mittagstraße erstreckte. 1863 übernahm Hennige auch das Rittergut Randau.
1889 wurde die Zuckerraffinerie Baumann & Maquet in Buckau übernommen. Im gleichen Jahr trat der Sohn von Moritz Paul Hennige Jacob Paul Hennige als Prokurist in die Geschäftsführung des Unternehmens ein, wurde 1890 Teilhaber und leitete ab 1903 die Zuckerraffinerie.
Hennige war Mitglied der Handelskammer zu Magdeburg, heute Industrie- und Handelskammer Magdeburg, und des Vorstands des Vereins Deutscher Zucker-Raffinerien (Verein der Zuckerindustrie) sowie Aufsichtsratsmitglied in verschiedenen Magdeburger Unternehmen.

## Mäzenatentum
Hennige tat sich auch als Mäzen hervor, so schenkte er seiner Heimatstadt Magdeburg im Jahre 1898 drei Bände mit Original-Handschriften Martin Luthers aus den Jahren 1528 und 1541. Des Weiteren übereignete er der Stadt ebenfalls 1898 für deren städtische Gemäldesammlung drei Bilder: Adam und Eva von Lucas Cranach 

Adam und Eva von Lucas Cranach

 sowie Der Heilige Sebastian 

Der heilige Sebastian

 und Der Heilige Paulus 

Der heilige Paulus

aus der Cranach-Schule. Die Handschriften Luthers und die drei Bilder sind noch heute im Bestand des Kulturhistorischen Museums Magdeburg.

## Ehrungen

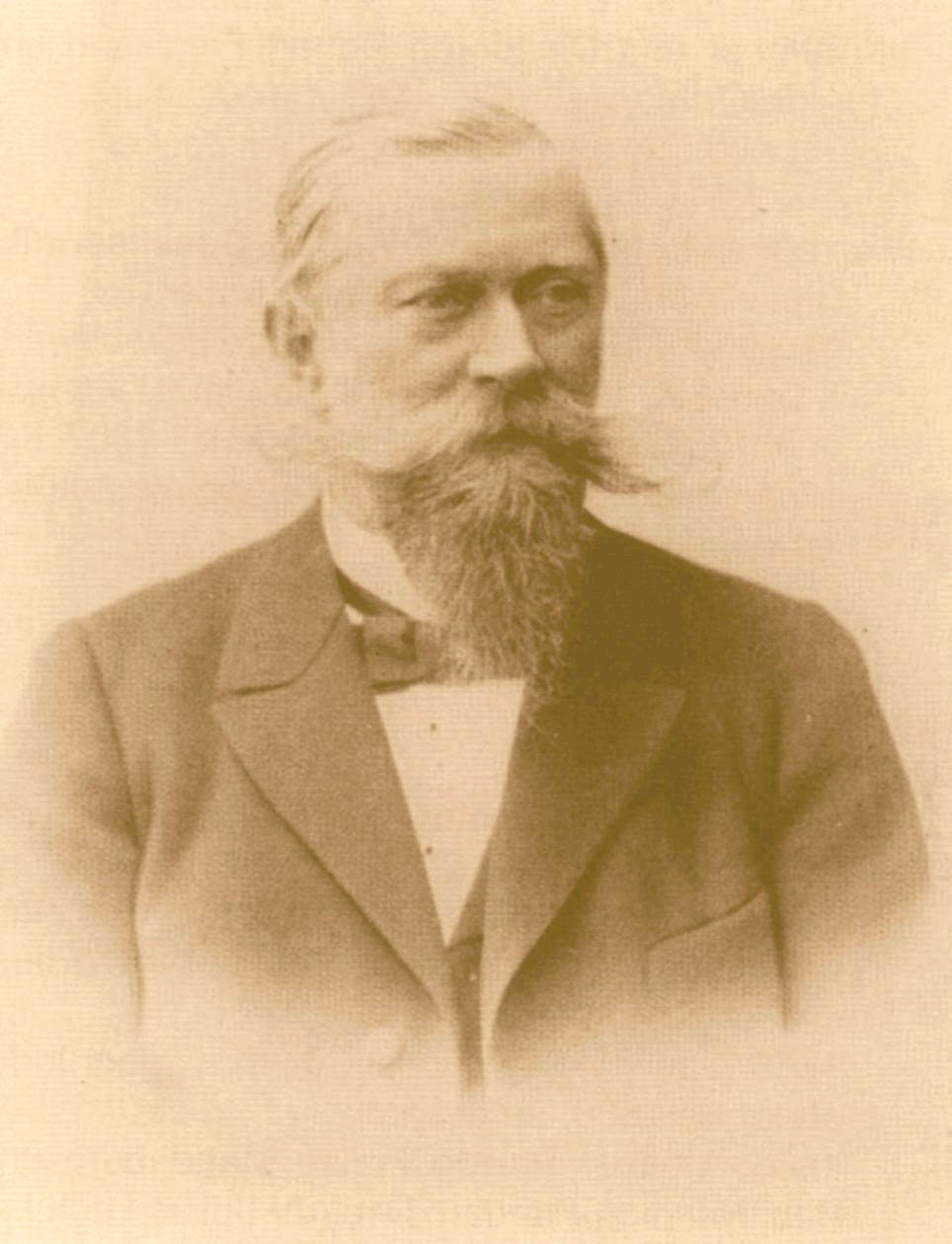
Kommerzienrat Moritz Paul Hennige 1885

Paul Hennige erhielt 1871 den preußischen Kronen-Orden 4. Klasse mit dem roten Kreuz auf weißem Felde am Erinnerungsband und am 18. Januar 1901 den preußischen Kronen-Orden 3. Klasse. Ab 1893 war er Deichhauptmann des Elbenauer Deichverbands. 1896 wurde er mit dem Ehrentitel Geheimer Kommerzienrat ausgezeichnet. Die Stadt Magdeburg benannte ihm zu Ehren zeitweise eine Straße als Hennigestraße.
In der aufstrebenden Zeit der Industrialisierung des 19. Jahrhunderts wurden in der Neuen Neustadt bei Magdeburg, später Magdeburg-Neustadt, schon die Jungkaufleute und Fabrikanten Otto Hubbe, Johann Wilhelm Hauswaldt und Paul Hennige als die Magdeburger „drei großen H“ bezeichnet. Ihr wirtschaftliches Engagement auch im sozialen und kulturellen Umfeld waren herausragend. Ihre Namen wurden in der Handelskammer, jetzt Industrie- und Handelskammer, als dauernd verewigt. Zu Ehren der beiden Erstgenannten haben bei ihrem Tode die Erben je eine Stiftung der Handelskammer zur Verwaltung überwiesen; es sind das die Otto-Hubbe-Stiftung und die Wilhelm-Hauswaldt-Stiftung. Zur Einweihung des Hauses der Handelskammer am 19. Mai 1906 hat die Familie Hennige für den Kommerzienrat Moritz Paul Hennige ein Kapital zum Gedächtnis gestiftet, das als Paul-Hennige-Stiftung verwaltet wurde.

## Familie
Hennige war zweimal verheiratet. Am 17. September 1863 heiratete er in Magdeburg Marie Helene Bonte (* 13. Juni 1843 in Magdeburg; † 11. August 1876 in Magdeburg-Neustadt), die Tochter des Magdeburger Brauereibesitzers Johann Friedrich Bonte und seiner Gattin Marie Hermine Ernestine Bonte geb. Becker. Nach dem Tod seiner ersten Frau heiratete Paul Hennige am 9. Oktober 1877 in Magdeburg deren Schwester Marie Katharine Bonte (* 7. September 1852 in Magdeburg; † 7. Juni 1941 in Magdeburg-Neustadt).